# Ченцова Віра Георгіївна
Віра Георгіївна Ченцова (нар. 26 грудня 1962, Москва) — російська та французька історикиня. Кандидат історичних наук. Стала відомою, як історик церкви та візантиніст.

## Біографія
Народилася у Москві в родині службовців.
1986 року закінчила Московський державний університет імені М. В. Ломоносова (історичний факультет, кафедра історії середніх віків).
13 грудня 1995 року захистила в Інституті всесвітньої історії РАН, а 22 березня 1996 року отримала затверждення своєї дисертації кандидата історичних наук на тему: «Города Греции в системе торговых связей Восточного Средиземноморья (XIII—XV вв.)». Науковий керівник — медієвіст і візантініст С. П. Карпов.
1986—1998 — науковий співробітник Центру візантійських досліджень Інституту всесвітньої історії АН Росії (керівник — акад. Г. Г. Літаврін).
1998—2007 — науковий співробітник Центру палеографічних і кодикологічних досліджень Інституту всесвітньої історії АН Росії (керівник — проф. Б. Л. Фонкич).
2007—2013 рр. — старший науковий співробітник Центру історії східного християнства та візантіністики, Інститут всесвітньої історії АН Росії (керівник — проф. М. В. Бібіков).
З 2014 року асоційований, а з 2022 — дійсний член наукової лабораторії UMR 8167 Orient & Méditerranée — Monde byzantin при Національному центрі наукових досліджень Франції.
З 2022 — доцент Практичної школи вищих досліджень (кафедра Orthodoxie slave).

## Наукові інтереси та творчість
Досліджує історію церкви, взаємовідносини російської та грецької церков в Османську епоху, поствізантійські архіви, зокрема, грецькі та російські документи, палеографію. Вивчає історію Київської митрополії в XVII столітті.
Почала публікувати статті як фахівець з економічної та соціальної історії Візантії. Її інтерес до рукописів та архівних документів привів її до участі у дослідницьких проєктах, присвячених неопублікованим московським архівним матеріалам, що стосуються відносин Росії з християнським Сходом у XVI—XVIII століттях. Пізніше вона поширила свою роботу на архівні фонди Греції, Італії, України, Румунії та опублікувала численні дослідження, присвячені вивченню греко-російських церковних відносин, дипломатичної ролі представників грецького духовенства, міжнародної політики у Східній та Південно-Східній Європі, поствізантійському мистецтву в східноєвропейських країнах. Брала участь у кількох міжнародних наукових проектах, у тому числі TYPARABIC та ORTHPOL.
З 2015 року займається дослідженням історії Київської митрополії. У 2017 р. опублікувала текст грецьких оригіналів синодальних рішень 1686 р. про передачу московському патріарху управління Київською митрополією, а у 2019 р. — критичну рецензію на видану «Православною енциклопедією» збірку документів, яка мала обґрунтувати права московських патріархів на Київську єпархію.
У 2020 році у київському видавництві «Дух і літера» на основі своїх досліджень Ченцова видала книгу під назвою: «Киевская митрополия между Константинополем и Москвой: 1686. [Посольство подьячего Никиты Алексеева (1685—1686 г.).]».

## Книги
- Восточная церковь и Россия после Переяславской рады: 1654—1658: документы. М., 2004.
- Икона Иверской Богоматери. (Очерки истории отношений Греческой церкви с Россией в середине XVII в. по документам РГАДА). М., 2010.
- Киевская митрополия между Константинополем и Москвой. 1686. Київ, Дух i Лiтера, 2020.
- Autocéphalies: l'exercice de l'indépendance dans les Églises slaves orientales (IXe-XXIe siècle), éd. M.-H. Blanchet, F. Gabriel et L. Tatarenko, Rome 2021 (Collection de l’École française de Rome 572), 673 p.

## Основні публікації
- Материалы к истории Херсона в средние века // Материалы по археологии, истории и этнографии Таврии: Сб. научн. тр. — 1996. — Вып. V. — С. 171—184.
- Источники фонда «Сношения России с Грецией» Российского государственного архива древних актов по истории международных отношений в Восточной и Юго-Восточной Европе в 50-е гг. XVII в. // Русская и украинская дипломатия в Евразии: 50-е годы XVII века. М., 2000. С. 151—179.
- Коринфский митрополит Иоасаф, гетман Богдан Хмельницкий и Россия (неизвестные документы фонда «Сношения России с Грецией» /фонд 52/ Российского государственного архива древних актов) // Palaeoslavica. Х/2002. № 2. Р. 293—322.
- Les documents grecs du XVII siècle: pièces authentiques et pièces fausses : 1. L'ex-patriarche oecuménique Athanase Patélare à Moscou en 1653 // Orientalia Christiana Periodica. Roma, 2002. Vol. 68, fasc. II. P. 335—374.
- Три греческие грамоты бывшего патриарха Афанасия II Пателара // Очерки феодальной России. М., 2003. Вып. 7. С. 164—189.
- Греческие грамоты антиохийского патриарха Макария 50-х гг. XVII в. из собрания Российского государственного архива древних актов // Исторические традиции русско-сирииских культурных и духовных связей: миссия антиохийского патриарха Макария и дневники Павла Алеппского. К 350-летию посещения Макарием Антиохийским и архидиаконом Павлом Алеппским Москвы. Четвертые чтения памяти профессора Николая Федоровича Каптерева. Международная научная конференция. 9—10 ноября 2006 г. Материалы. М., 2006. С. 41–57.
- Le premier voyage du patriarche d'Antioche Macaire III Ibn al–Zaʽîm à Moscou et dans les Pays roumains: 1652—1659. In: Ioana Feodorov (éd.), Relations entre les peuples de l'Europe Orientale et les chrétiens arabes au XVIIe siècle. Bucureşti: Editura Academiei Române, 2012, 69–122.
- Корпус печатей поствизантийского времени: проект исследования и каталогизации, in: Sphragistic meridian: Киïв-Корсунь / Χερσῶν-Κωνσταντινούπολις. Международный коллоквиум по русско-византийской сфрагистике. Киев, 13-16 сентября 2013 г. Киев;Севастополь, 2013. С. 79-81.
- К интерпретации грамоты вселенского патриарха Дионисия IV о передаче Киевской митрополии в юрисдикцию московского патриарха // Вспомогательные исторические дисциплины и источниковедение: современные исследования и перспективы развития: Материалы XXVII Междунар. науч. конф. Москва, 9–11 апр. 2015 г. / редкол. : Ю. Э. Шустова (отв. ред.) и др.; Рос. гос. гуманитар. ун-т, Ист.-арх. ин-т, Высшая школа источниковедения, спец. и вспомогат. ист. дисциплин. М.: РГГУ, 2015. С. 461—464.
- Le clergé grec, la Russie et la Valachie à l’époque de Constantin Brâncoveanu: le témoignage des archives russes // Constantin Brâncoveanu et le monde de l'Orthodoxie / Éd. par P. Guran. Bucureşti, 2015. P. 96–104.
- Moscou face à la tentation protestante du patriarche œcuménique Cyrille Loukaris // L'Union à l'épreuve du formulaire, 2016, p. 311—340
- Рецензия на: Ю. И. Петрова, Путешествие патриарха антиохийского Макария: Киевский список рукописи Павла Алеппского (Y. I. Petrova, Le voyage du patriarche d'Antioche Macaire: la version kiévienne du manuscrit de Paul d'Alep), Kiev, Institut des études orientales A. E. Krymski de l'Académie nationale des sciences d'Ukraine, 2015. 268 p., ill., Arabica 63 (2016), p. 702—704.
- Синодальное решение 1686 г. о Киевской митрополии, in: Древняя Русь. Вопросы медиевистики 2 (68), 2017, с. 89 — 110.
- Федорук Г. Я., Ченцова В. До історії книгозбірні Ілька Борщака в Парижі: Iнскрипт Шевченка на «Кобзарі» 1860 року. «Спадщина: Літературне джерелознавство, текстологія». Т. 11 — 12. 2017.
- Монахи из Зографа в Киеве и Москве в 20–30-е гг. XVII в. // Исторический вестник. Христианство на Ближнем Востоке. 2017. Т. 20. С. 164—189.
- Les moines de Zôgraphou à Kiev et à Moscou au XVIIe siècle et les débuts de l'imprimerie en Valachie, Relaţiile Românilor cu Muntele Athos şi cu alte Locuri Sfinte (secolele XIV—XX). In honorem Florin Marinescu, ed. Petronel Zahariuc, Iaşi: Editura Universităţii " Alexandru Ioan Cuza ", 2017, p. 107—117.
- Pour un corpus des inscriptions grecques de l’église Saint-Sauveur de Berestovo, Museikon, Alba Iulia, 1, 2017, p. 77-94.
- Кравець М., Ченцова В. Султан відповідає козакам: До історії двох грамот Мегмеда IV до Богдана Хмельницького (1650—1651) // Український археографічний щорічник: журнал. — 2018.— Випуск 21/22. — Том 24/25. — С. 398—399.
- Miron Barnovschi-Movilă et la cour de Moscou : à propos des reliques de Saint Jacques le Perse, Analele Putnei, XIV (1), 2018, p. 265—284.
- Мелетій Охридський і синаїти у Ніжині наприкінці XVII століття // Юрисдикційний статус Київської православної митрополії у 1686 році: богослів'я, канонічне право та культурно-історичний контексті / За загальною редакцією проф. О.Сагана — К., 2019. — С. 103—105.
- Митра киевского владыки Гедеона (Святополк-Четвертинского) и его титул, in: Вестник Альянс-Архео 28 (2019), c. 21 — 44.
- Tel qu'en lui-même ? Modèle et chronologie des représentations du patriarche Théophane de Jérusalem, Revue des études slaves, XC/3, 2019, p. 349—362.
- «Воссоединение» // Вестник «Альянс-Архео». ‒ Вып. 30. ‒ М.; СПб.: Альянс-Архео, 2019. ‒ С. 87 — 173
- Разрешительная грамота иерусалимского патриарха Феофана «по духу своей дщери» Мелании, in: Труди Київської Духовної Академії Київ, 2020. № 32. С. 59-73.
- Додатковий лист для «Архіву Дорошенка» / М. Кравець, В. Остапчук, В. Ченцова // Український археографічний щорічник. Нова серія. — 2020. — Вип. 23/24. — С. 280—325. — Про формування «Архіву Дорошенка» в Москві та ідентифікацію його документів у фондах РДАДА.
- Les peintures de l’église Saint-Sauveur de Berestovo: remarques sur le programme iconographique et épigraphique, Museikon, 4, 2020, p. 193—208.
- A Patriarchal " Blessing of Release " for the See of Kyiv Dated 1686 : New Archival Material, New Interpretations, Canadian-American Slavic Studies, 54, 2020, p. 51-71.
- L'exil pour dernière demeure: le métropolite Dosithée (Dosoftei) Barilă à Stryi, Analele Putnei, 2020 [2021], vol. XVI (1), p. 111—138.
- Паисий Лигарид в Киеве // Київська Академія. — 2021. — Вип. 18. — С. 49 — 107.
- Une métropole entre double appartenance et indépendance: Kiev, Constantinople et Moscou dans la seconde moitié du XVIIe siècle, Autocéphalies: l'exercice de l'indépendance dans les Églises slaves orientales (IXe-XXIe siècle), éd. M.-H. Blanchet, F. Gabriel, L. Tatarenko, Rome, École française de Rome, 2021 (Collection de l'École française de Rome, 572), p. 305—370. Open edition: https://books.openedition.org/efr/12003
- A Bilingual Greek-Ottoman Turkish Seal of Daniel ІІ, Orthodox Metropolitan of Brăila (1751), International Journal of Turkology 14 (2021), p. 4-21 (with Yevhen Buket, Maryna Kravets, Roman Zakharchenko).
- Whose Realm, His Bishop: Orthodox Patriarch's Flock beyond the Borders of the Ottoman Empire in the Seventeenth Century, Entangled Confessionalizations? Dialogic Perspectives on the Politics of Piety and Community-Building in the Ottoman Empire, 15th-18th Centuries, ed. by Tijana Krstić, Derin Terzioğlu, Piscataway (New Jersey): Gorgias Press, 2022, p. 215—231.
- De Moldavie à Kiev: les pérégrinations de la " croix de Théophane ", Analele Putnei, 1, 2021 [2022], p. 97-122 (with Olena Sergiy, Bohdan Berezenko).
- Les trésors du monastère de Râşca à Kiev, Analele Putnei, 1, 2021 [2022], p. 123—135.
- Пропала грамота. На чому заснована автокефалiя, Локальна iсторiя, 1, 2021, p. 24-29.
- К истории православной кафедры в Каменце-Подольском в конце XVII века: новые известия о биографии митрополита Панкратия, Sub ficu. Меморіальний збірник, присвячений Ігореві Скочилясу, Львів: Український католицький університет, 2022 (Серія «Київське християнство», т. 25), p. 189—206.
- "The Patriarchal and Synodal Act of 1686 in Historiographical Perspective, " in Orthodoxy in Two Manifestations? The Conflict in Ukraine as Expression of a Fault Line in World Orthodoxy, ed. Thomas Bremer, Alfons Brüning, and Nadieszda Kizenko (Berlin: Peter Lang, 2022), 45-72.
- Мелетий Охридский и синаиты в Нежине в конце XVII в. Perspektywy Kultury, 38(3), 85 — 122.
- New Research on Mazepa's Arabic Gospel (1708) Історико-краєзнавчі дослідження: традиції та інновації. Матеріали VI Міжнародної наукової конференції 8–9 грудня 2023 р. Суми, 2024, с. 218—221.